# Уесуґі Томоокі
Уесуґі Томоокі (1488 — 4 червня 1537) — даймьо в регіоні Канто періоду Сенґоку. З його правління відбувся занепад роду.

## Життєпис
Походив з роду Оґіґаяцу, гілки впливового самурайського клану Уесуґі. Син Уесуґі Томояса, дрібного землевласника в провінції Саґамі. Народився у 1488 році. У 1505 році його було всиновлено головою роду Уесуґі Томойосі, який був стрийком Томоокі. 
В наступні роки Томоокі брав участь у військових діях проти клану Ямана. При цьому розраховував стати новим очільником Оґіґаяцу-Уесуґі. оскільки у Томойосі не було синів, але у 1518 році у того народився спадкоємець — Фудзіомару. Того ж року Уесугі Томойосі помер, головою оголошено Фудзіомару, а Уесуґі Томоокі став регентом, отримавши повну владу. Але незабаром сам став очільником свого роду. Вже у 1518 році надав допомогу роду Міура у боротьбі з Ґо-Ходзьо, але союзники зазнали поразки у битві біля Араї (провінція Сагамі).
У 1524 році він стикнувся з амбіціями Ходзьо Удзіцуни на контроль над центральною частиною регіону Канто. Тому Томоокі виступив проти супротивника, але у битві при Таканавахара Ходзьо Удзіцуна зміг обійти Уесуґі Томоокі і атакував його сили з тилу, в результаті чого Томоокі зазнав поразки і відступив до Едо (свого основного замку), але місцевий комендант Ота Суетада вступив в таємні перемовини з Ходзьо і здав йому фортецю. Сам Томоокі вимушений був відступити до іншого замку — Каваґое. З цього часу почалася тривала війна з Ходзьо Удзіцуне.
У 1526 році Уесуґі Томоокі уклав союз з Такеда Нобутора проти Ходзьо Удзіцуни, зміцнивши його шлюбом з донькою Такеда Нобутора, а свою видав за сина останнього — Харунобу. За цим рушив проти Удзіцуни, атакувавши замок Іті, після чого завдав поразки суперникові в битві при Сіракохара, внаслідок чого захопив важливий замок Варабі, а його васал Сатомі Санетака зайняв Камакуру.
Але у запеклій битві при Одзавахарі 1530 року Уесуґі Томоокі зазнав тяжкої поразки й знову відступив до замку Кавагое. Декілька років він відновлював свої сили. 1532 року побоюючись змови наказав вбити сина Томойосі. 1535 року Уесуґі Томоокі відновив війну з Ходзьо Удзіцуною, підтвердився 1533 року союз з Такеда Нобутора і уклавши союз з родичами з роду Яманоуті-Уесугі. Такеда зумів відволікти війська Ходзьо до провінції Кай. В цей час зі значними силами Уесуґі Томоокі рушив до володінь суперника. Але Ходзьо Удзіцуна зумів швидко повернутися. За цих обставин Томоокі вимушений був дати бій біля Іруми (в провінції Мусасі), де зазнав нищівної поразки. Він відступив до Кавагое, намагаючись відновити сили. Проте раптово помер у 1537 році. Йому спадкував син Уесуґі Томосада.